# Fürstengrab von Gammertingen

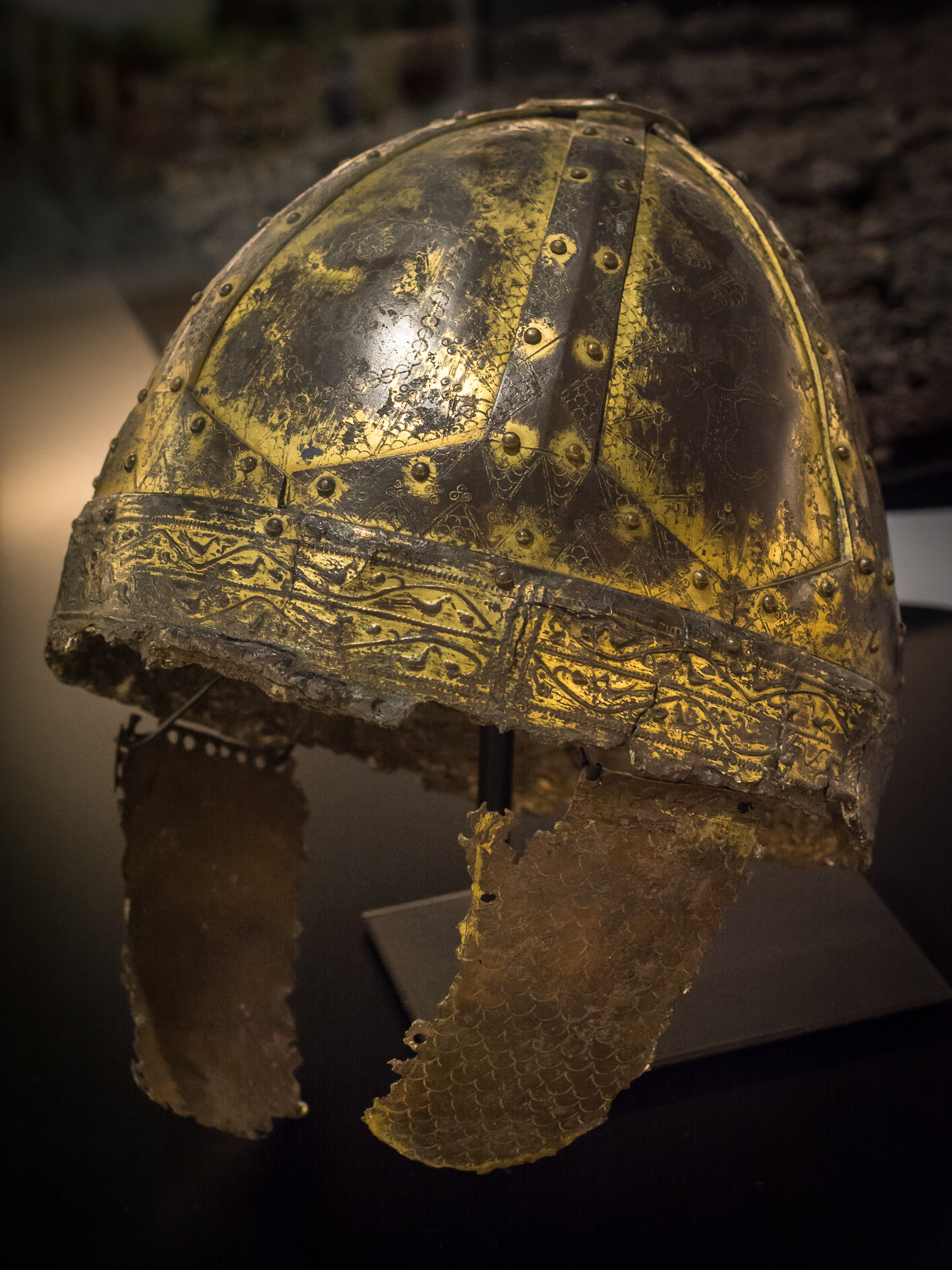
Der vergoldete Spangenhelm aus dem Gammertinger Grab

Das Fürstengrab von Gammertingen im Landkreis Sigmaringen in Baden-Württemberg ist das Grab einer hochrangigen Persönlichkeit des 6. Jahrhunderts und Teil des merowingerzeitlichen Gräberfeldes. Das Grab wurde im Jahr 1902 unzerstört vorgefunden.

## Fundgeschichte und Lage
Das Grab des Fürsten von Gammertingen befand sich in einem alamannischen Gräberfeld in Gammertingen. Bereits 1884 wurden bei Bauarbeiten erste Funde gemacht; in den folgenden Jahren wurden weitere Objekte entdeckt, darunter auch Skelette. Weitere bedeutende Funde wurden im Jahr 1902 gemeldet, die wiederum weitere Grabungen nach sich zogen, bei denen das Gräberfeld mit dem Fürstengrab von Gammertingen entdeckt und freigelegt wurde. Das Grab befindet sich im Bereich eines völkerwanderungszeitlichen Gräberfeldes in Gammertingen. Es wurde in der Nähe der Kirche an der Straße nach Sigmaringen gefunden (heute Sigmaringer Straße 57).

## Der Helmträger
Der Mann verstarb vermutlich um das Jahr 570 n. Chr. im Alter von Anfang 30. Er hatte einen athletischen Körperbau und muss den wertvollen Grabbeigaben zufolge eine hochrangige Person, etwa ein alamannischer Fürst gewesen sein. Da sein Titel allerdings nicht bekannt ist, tendiert man heute eher zu dem neutralen Begriff Helmträger. Das Grab wurde im Jahr 1902 entdeckt. Der Tote ruhte 2,5 m unter der heutigen Oberfläche in einer 2 m breiten und 4 m langen Holzgrabkammer, die teilweise in den Jurakalk eingetieft war. Die Kammer war zusätzlich noch mit Steinplatten eingefasst. Das Grab wurde vom Ausgräber Johannes Dorn leider nur unsachgemäß gehoben und das Inventar anschließend an die fürstlich hohenzollernschen Sammlungen in Sigmaringen für 1500 Mark verkauft. Etwa zwei Meter vom Helmgrab entfernt fand sich zudem das Grab eines etwa acht- bis zehnjährigen Mädchens. Sie starb ebenfalls im 6. Jahrhundert und dürfte angesichts der räumlichen Nähe und prunkvollen Grabausstattung eine Tochter des Toten gewesen sein. Eine Besonderheit des Grabes ist eine kleine Elfenbeinbüchse mit einer Runenaufschrift, die als ADO gelesen werden kann. Dies könnte eine Namenskurzform darstellen und auf den Schenker der Büchse hinweisen. Im Jahr 1906 wurde wenige Meter entfernt, das Grab einer wohlhabenden Frau entdeckt, die ebenfalls im ausgehenden 6. Jahrhundert starb. Auch sie war wohl mit dem Helmträger verwandt.

## Helm
Der prunkvolle Spangenhelm vom Typ Baldenheim ist das auffälligste Fundstück des Grabes und stellt ein bedeutendes Zeugnis alamannischer Siedlungsgeschichte in Gammertingen dar. Der Helm wurde hauptsächlich aus Kupfer- und Eisenplatten gefertigt und war komplett mit einer dünnen Goldschicht überzogen. Sein Gewicht beträgt 1,55 kg, war aber wohl ursprünglich mit intaktem Innenleder und Fell 2 kg schwer. Bis 2014 wurde er im Museum des Schlosses Sigmaringen aufbewahrt, dann an das Landesmuseum Württemberg verkauft. Umgangssprachlich wird er als Der Goldene Helm bezeichnet. Der Helm ist im Verzeichnis national wertvollen Kulturguts als Nr. 01902 eingetragen.

## Übrige Bewaffnung und Kleidung
Neben dem Helm weist auch die übrige Bewaffnung auf eine wohlhabende, einflussreiche Person hin. So befanden sich unter den Grabbeigaben die Reste eines Kettenhemdes, ein Schildbuckel, ein Schwert (Spatha), ein einschneidiges Hiebschwert (Sax), eine Axt, eine Wurflanze (Ango) und eine Lanze mit aufwendig verziertem Blatt. Der Breitsax, der heute zum Grabinventar gezählt wird, dürfte allerdings aus der Zeit nach 600 stammen. Daher wird angenommen, dass ein möglicherweise ursprünglich beigegebener Schmalsax nach dem Fundzeitpunkt ausgetauscht wurde. Das Kettenhemd hat eine Länge von 98 cm und eine Breite von 63 cm und ist das größte erhaltene Exemplar in Deutschland. Schließlich befindet sich unter den Waffen auch ein Köcher mit Pfeilen. Von den Kleidern selbst ist nichts erhalten geblieben. Der Tote trug einen Ledergürtel, der verrottet ist, aber durch die im Kern eiserne, außen dick vergoldete Gürtelschnalle dokumentiert ist. Die Gürtelschnalle beinhaltet insgesamt etwa 25 g Gold, was damals etwa fünfeinhalb Solidi entsprach. Dem Pactus Legis Alamannorum zufolge waren für den Diebstahl eines Pferdes oder Stieres sechs Solidi zu entrichten. Am Gürtel befanden sich zudem goldene Nieten mit einem Gewicht von etwa 1,9 g. Weiterhin befanden sich im Grab goldene Schuh-Schnallen.

## Gerätschaften
Zu den Gerätschaften zählt eine silberne Ösennadel, die offenbar eher ein Rangabzeichen als einen Gebrauchsgegenstand darstellt, ein Kamm, eine Schere und ein punzierter Sieblöffel ungeklärter Funktion. An den Füßen des Toten lag silberverziertes Zaumzeug. Speisen wurden ihm in verschiedenen Gefäßen, etwa einem Glasbecher, einem Tonkrug und zwei Kupfergefäßen mitgegeben. Ein Holzgefäß, von dem nur die Silberbeschläge zeugen, lag auf seinen Oberschenkeln.

## Alamannisches Reihengräberfeld
Das Gräberfeld von Gammertingen besteht aus insgesamt 300–350 Bestattungen, die sich über den Zeitraum von der Mitte des 5. Jahrhunderts bis zum Beginn des 8. Jahrhunderts datieren lassen. Man geht davon aus, dass das Gräberfeld heute nahezu vollständig ergraben ist. Allenfalls unter der Sigmaringer Straße könnten noch Gräber liegen, was allerdings unwahrscheinlich erscheint, da Straßen häufig die Grenzen alter Gräberfelder markieren.